# Roe (Arkansas)
Pour les articles homonymes, voir Roe.
La ville de Roe est située dans le comté de Monroe, dans l’État de l’Arkansas, aux États-Unis. Sa population s’élevait à 114 habitants lors du recensement de 2010, estimée à 99 habitants en 2017.

## Démographie
| 1970 | 1980 | 1990 | 2000 | 2010 | - |
| ---- | ---- | ---- | ---- | ---- | - |
| 127  | 136  | 135  | 124  | 114  | - |

## Source
- (en) Cet article est partiellement ou en totalité issu de l’article de Wikipédia en anglais intitulé « Roe, Arkansas » (voir la liste des auteurs).

1. ↑  (en) « Population and Housing Unit Estimates » (consulté le 24 mars 2018)
2. ↑  (en) « Census of Population and Housing », Census.gov (consulté le 4 juin 2015)
3. ↑  « Statistiques des États-Unis (Arkansas) - Profils des communautés de 2010 » (consulté en novembre 2020)